# JUST ONE
JUST ONE（ジャスト・ワン）は、DEENの18thシングル。

## 概要
- このシングルからセルフプロデュースとなった。ボーカル池森作詞・作曲のナンバーが初めてシングル作品の表題トラックとして採用されたシングル作品でもある。
- 制作中の仮タイトルも「JUST ONE」。
- ビデオ・クリップの撮影で三浦半島に行った。悪天候のため撮影を諦めかけたとき、三浦半島の上だけ黒い雲がなくなった。池森曰く「すごく導かれたものを感じた。『これでいいんだ』って、自分たちの進むべき道に後押しされたような、忘れられない出来事でした」。

## 収録曲
1. JUST ONE
2. Burning my soul
3. JUST ONE/ORIGINAL KARAOKE
4. Burning my soul/ORIGINAL KARAOKE

## 収録アルバム
- 『'need love』(#1)
- 『Ballads in Blue〜The greatest hits of DEEN〜』(#1)
- 『DEEN PERFECT SINGLES +』(#1)
- 『Another Side Memories〜Precious Best〜』(#2)
- 『DEENAGE MEMORY -20周年記念ベストアルバム-』(#1)
- 『DEEN The Best FOREVER 〜Complete Singles +〜』(#1)

## タイアップ
- シャープ カラーFAX『彩遊記』CMソング

## 参加ミュージシャン
1. 作詞&作曲:池森秀一 編曲:DEEN
2. 作詞:池森秀一 作曲:山根公路&宇津本直紀 編曲:DEEN

- DEEN
  - 池森秀一: ボーカル
  - 山根公路: キーボード
  - 宇津本直紀: ドラム
  - 田川伸治: ギター